# Yoshiyasu Hamamura
Pour les articles homonymes, voir Hamamura.
Yoshiyasu Hamamura (浜村義康) est un directeur de la photographie et monteur japonais. 
Il est connu pour avoir monté de nombreux films de Yasujirō Ozu dont Voyage à Tokyo. 

## Biographie
Yoshiyasu Hamamura exerce de 1924 à 1935 la profession de directeur de la photographie avant de devenir monteur.

## Filmographie partielle

### Comme directeur de la photographie
- 1924 : Mura no bokujō
- 1924 : Koi ni kuruu yaiba
- 1924 : Shiragiku no uta
- 1924 : Koi yori butai
- 1925 : Ari jigoku
- 1925 : Fukkatsu
- 1925 : Mâjan
- 1925 : Isshindera no hyakunin-giri
- 1925 : Mahjong
- 1925 : Kagaribi no yoru
- 1925 : Chiisaki tabigeinin
- 1926 : Yōfu gonin onna - Dai gohen: Reijō Osumi
- 1926 : Yotō
- 1926 : Yōtō
- 1926 : Don Kyūnoshin
- 1926 : Nayamashiki koro
- 1927 : Tama wo Nageutsu
- 1927 : Kindai Nyobo Kaizo
- 1927 : Shinju fujin
- 1927 : Hisako no hanashi
- 1927 : Koi no Wakare Michi
- 1928 : Ai no Yukusue
- 1928 : Fūfu de Yoshinobu Ikeda
- 1928 : Onna no isshō de Yoshinobu Ikeda
- 1928 : Seishun no Komichi
- 1929 : Kibō
- 1929 : Ukiyo komichi
- 1929 : Tasogare no yuwaku
- 1929 : Aîjin tokie no mâki
- 1929 : Kângeki no harū
- 1930 : Onnâgokorō wa mîdasumâji
- 1930 : Kânōjo wa dōkoê iku
- 1931 : ōmoîde oki onna
- 1931 : Shimai kohen
- 1931 : Shimai zenpen
- 1931 : Machî no runpên
- 1932 : Tsubakihime
- 1932 : Sei naru chibusa
- 1932 : Sōshiju
- 1932 : Depâto no himegimi
- 1933 : Îro wa nioedō
- 1933 : Koi no shōhaî
- 1933 : Kujakubune
- 1934 : Nihon josei no uta
- 1934 : Yumê no sasayâki
- 1934 : Kanraku no yo wa fukete
- 1935 : Eikyū no ai ramūru ekuruneru kohen
- 1935 : Eikyū no ai ramūru ekuruneru zenpen
- 1935 : Haha no ai

### Comme monteur
- 1939 : Gonin no kyodai
- 1939 : Minamikaze
- 1939 : Kitsune (court métrage)
- 1940 : Keijō (court métrage)
- 1940 : Butai sugata
- 1940 : Bokuseki
- 1940 : Seisen aiba fu: Akatsuki ni inoru
- 1940 : Nobuko de Hiroshi Shimizu
- 1940 : Kinuyo no hatsukoi de Hiromasa Nomura
- 1941 : Donguri to shiinomi, court métrage de Hiroshi Shimizu
- 1941 : Sakura no kuni
- 1941 : Pour une épingle à cheveux (Kanzashi) de Hiroshi Shimizu
- 1941 : Uta onna oboegaki
- 1941 : Les Frères et Sœurs Toda (Toda-ke no kyōdai) de Yasujirō Ozu
- 1941 : La Tour d'introspection (Mikaheri no tō) de  Hiroshi Shimizu
- 1941 : Journal d'une femme médecin[1]
- 1942 : Aikoku no hana
- 1942 : Aru onna
- 1942 : Sumidagawa
- 1942 : Kyōdai kaigi
- 1942 : Kogen no Tsuki
- 1942 : Il était un père (Chichi ariki) de Yasujirō Ozu
- 1948 : Une poule dans le vent (Kaze no naka no mendori) de Yasujirō Ozu
- 1949 : Printemps tardif (Banshun) de Yasujirō Ozu
- 1950 : Okusama ni goyojin
- 1951 : Ano oka koete
- 1951 : Été précoce (Bakushū) de Yasujirō Ozu
- 1952 : Le Goût du riz au thé vert (Ochazuke no aji) de Yasujirō Ozu
- 1952 : Kon'na watashi ja nakatta ni
- 1952 : Yōkina wataridori
- 1953 : Voyage à Tokyo (Tōkyō monogatari) de Yasujirō Ozu
- 1953 : Tōkyō madamu to ōsaka fujin
- 1954 : Kimi ni chikaishi
- 1954 : Shinjitsu ichiro
- 1956 : Anata kaimasu
- 1956 : Izumi
- 1956 : Printemps précoce (Sōshun) de Yasujirō Ozu
- 1957 : La Rivière noire (Kuroi kawa) de Masaki Kobayashi
- 1957 : Crépuscule à Tokyo (Tōkyō boshoku) de Yasujirō Ozu
- 1958 : Kaettekita endan
- 1958 : Fleurs d'équinoxe (Higanbana) de Yasujirō Ozu
- 1958 : Gendai Mushuku
- 1958 : Hibi no haishin
- 1958 : Le  Guet-apens (張込み, Harikomi?) de Yoshitarō Nomura
- 1959 : Asu e no seiso
- 1959 : Kiken ryoko
- 1959 : Bonjour (Ohayō) de Yasujirō Ozu
- 1959 : Itazura
- 1959 : Haru o matsu hitobito
- 1960 : Fin d'automne (Akibiyori) de Yasujirō Ozu
- 1960 : Irohanihoheto
- 1960 : Kiiroi sakurambo
- 1961 : Shamisen to ootobai
- 1961 : Netsuai sha
- 1961 : Koi no gashū
- 1961 : Zero no shōten
- 1962 : Le Goût du saké (Sanma no aji) de Yasujirō Ozu
- 1962 : Aizen Katsura
- 1962 : Senkyaku banrai
- 1963 : Kekkonshiki Kekkonshiki
- 1963 : Uogashi no sempū musume
- 1963 : Kanojo ni mukatte tosshinsayo
- 1964 : Zoku Haikei Tenno Heika Sama
- 1965 : Haigo no hito
- 1966 : Ohana han: Dai ni bu
- 1966 : Ohana han
- 1966 : Danryū
- 1967 : Âa Kimi ga Ai
- 1967 : Ai no Sanka
- 1967 : Junjō nijūsō
- 1968 : Kamisama no koibito
- 1968 : Hakuchū dōdō
- 1968 : Chiisana sunakku
- 1969 : Koi no kisetsu
- 1970 : Kage no kuruma
- 1971 : Konto Gojugo-go to Miko no zettai zetsumei
- 1972 : Voyage solitaire (Tabi no omosa) de Kōichi Saitō
- 1975 : Kigeki joshi gakusei: hanayakana chōsen